# Braquidonte
Braquidonte, em zoologia, é a denominação dada aos mamíferos que têm dentes molares com um pequeno desenvolvimento da coroa, como o homem e outros animais omnívoros, em oposição aos herbívoros, que os têm mais desenvolvidos e, por isso, são chamados hipsodontes.
Como os dentes são estruturas que se conservam facilmente, as suas características são muito importantes para identificar fósseis, em paleontologia e arqueologia. Os diferentes tipos de dentes dão igualmente informação sobre a filogenia das espécies.